# Дремух Юрій Михайлович
Ю́рій Миха́йлович Дре́мух — полковник Збройних Сил України.

## Життєпис
Станом на грудень 2012 року підполковник Дремух Юрій Михайлович — командир загону спеціального призначення Внутрішніх військ МВС України.

## Нагороди
- Орден Богдана Хмельницького ІІІ ст. (25.03.2019) — «за особисту мужність, виявлену у захисті державного суверенітету і територіальної цілісності України, зразкове виконання військового обов’язку та високий професіоналізм»[1];
- Орден «За мужність» III ст. (25.3.2015);
- Орден Данила Галицького (25.03.2024) — «за особисту мужність і самовідданість, виявлені у захисті державного суверенітету та територіальної цілісності України, сумлінне та бездоганне служіння Українському народові»[2];
- Відзнака Президента України «За участь в антитерористичній операції» (17.02.2016)[1];
- Відзнака «Іменна вогнепальна зброя» (20.07.2015), наказ Міністра внутрішніх справ України;
- Медаль «За бездоганну службу» III ст. (19.02.2004).